# Les Eaux et Forêts
Les Eaux et Forêts est une pièce de théâtre de Marguerite Duras créée le 14 mai 1965 au Théâtre Mouffetard. 
Elle est reprise au Studio des Champs-Elysées le 6 octobre 1965 et pendant l'été 1966 au Théâtre La Bruyère avec une autre pièce de Marguerite Duras, La Musica.

## Distribution à la création,Théâtre Mouffetard
- mise en scène : Yves Brainville
- Hélène Surgère, puis Marie-Ange Dutheil au Théâtre La Bruyère
- Claire Deluca
- René Erouk

## Distribution,Théâtre Mouffetard
- mise en scène : Marguerite Duras
- Annie Noël
- Claire Deluca
- René Erouk
- octobre 1976

## Distribution,Nouveau théâtre d'Angers
- mise en scène : Claude Yersin
- Jacques Amiryan
- Dominique Arden
- Huguette Cléry
- février 1988

## Distribution,Théâtre de la Gaîté-Montparnasse
- mise en scène : Tatiana Vialle
- Aurore Clément
- Élisabeth Depardieu
- Jacques Spiesser
- février 1996

## Distribution,Théâtre du magasin, Théâtre des roues, Avignon
- par la Compagnie du Pas
- Agnès Deschamps
- Christophe Emonet
- Dorothée Sitbon
- festival d'Avignon 1998, 1999